# Alejandro Tommasi
Alejandro Tommasi (né le 14 août 1957), est un acteur mexicain qui a établi sa carrière artístique en participant à d'innombrables telenovelas, à des pièces de théâtre et à quelques films.

## Carrière
En 1980, Alejandro étudie la danse, le chant et la comédie au centre de Centro de Capacitación de Actores de Televisa (CEA). Grâce à son assiduité dans cette institution, deux ans plus tard, il se voit offrir une bourse pour étudier les arts dramatiques, le jazz, la danse, le tap dance, le chant, l'acrobatie et la composition au piano avec le maître Viola Spolin, à Los Ángeles.
Ce sont plus de quinze telenovelas qui forment une partie de son expériencie à la télévision. Les plus connues sont : El hogar que yo robé, Bianca Vidal, Carrusel, Imperio de cristal, La antorcha encendida, Tres mujeres, El manantial, Siempre te amaré, Luz Clarita, Amy, la niña de la mochila azul, En carne propia, El extraño retorno de Diana Salazar, Retrato de familia, Carita de ángel, entre autres.
En 2003, il lui est proposé de rejoindre l'équipe de Bajo la misma piel aux côtés de Juan Soler, Kate del Castillo, Alejandro Camacho et Diana Bracho. Alex, comme ses amis l'appellent, est un admirateur fervent d'Anthony Hopkins et de Meryl Streep.
En 2005, Carla Estrada lui propose de jouer le personnage de Felipe Alvarado dans la telenovela Alborada.
En 2007, il est contacté par le producteur Nicandro Díaz González pour intégrer l'équipe artistique de Destilando amor.
Au milieu de cette même année, il termine la telenovela et intègre la distribution de Tormenta en el paraíso dirigée par Juan Osorio. 
En 2009, Carla Estrada lui propose à nouveau de jouer dans une nouvelle production, Sortilegio où elle partage la vedette avec Jacqueline Bracamontes, William Levy, Gabriel Soto, Ana Brenda Contreras, entre autres.
Alejandro Tommasi incarne le prêtre Miguel Hidalgo dans la série Gritos de Muerte y Libertad qui est diffusée en 2010 à l'occasion du Bicentenaire de l'Indépendance de Mexico.

## Telenovelas
- 1980 : Colorina : Doménico
- 1981 : El hogar que yo robé
- 1981 : Espejismo
- 1982 : Gabriel y Gabriela
- 1983 : Bianca Vidal : Dr. Torres
- 1984 : Principessa : César
- 1984 : Guadalupe
- 1986 : Martín Garatuza
- 1986-1987 : Monte Calvario : Caleta Montero
- 1987-1988 : El extraño retorno de Diana Salazar : Adrián Alfaro
- 1990 : En carne propia : Alexis Ortega "El Albino"
- 1991 : Carrusel : Octavio Muñoz
- 1993 : Capricho : Tomás Ruiz
- 1994-1995 : Imperio de cristal : Octavio Lombardo
- 1995 : Bajo un mismo rostro : Manuel Gorostiaga
- 1995-1996 : María la del barrio : Dr. Mejía
- 1995-1996 : Retrato de familia : Nicolás Negrete
- 1996 : La antorcha encendida : José Nicolás de Michelena
- 1996-1997 : Luz Clarita : Padre Salvador
- 1997 : Pueblo chico, infierno grande : Malfavón Heredia
- 1999-2000 : Tres mujeres : Mario Espinoza
- 2000 : Siempre te amaré : Octavio Elizondo
- 2000-2001 : Carita de ángel : Jaime Alberto
- 2001-2002 : El manantial : Justo Ramírez
- 2003-2004 : Bajo la misma piel : Eugenio Rioja
- 2004 : Amy, la niña de la mochila azul : Claudio Rosales
- 2005-2006 : Alborada : Felipe Alvarado
- 2007 : Destilando amor : Bruno Montalvo Gil
- 2007-2008 : Tormenta en el paraíso : Eliseo Bravo
- 2009 : Sortilegio : Samuel Albéniz
- 2010 : Gritos de muerte y libertad : Miguel Hidalgo y Costilla
- 2011 : Correo de inocentes : Andrés
- 2011 : La Force du destin (La fuerza del destino) : Gerardo Lomelí
- 2013 : Corazón indomable : Bartolomé Montenegro
- 2013 : Mentir para vivir : Gabriel Sánchez Fernández
- 2013-2014 : Quiero amarte : Omar Vásquez
- 2014-2015 : Hasta el fin del mundo : Fausto Rangel